# Bronchopneumonie
Bronchopneumonie, též lobulární pneumonie (nezaměňovat s lobární pneumonií), je typ povrchového zápalu plic (pneumonie) bakteriálního původu, tvořící ložiskové záněty.
Mezi původce onemocnění se řadí streptokoky, stafylokoky, hemofilus, Enterobacteriaceae, Pseudomonas aeruginosa a anaerobní bakterie. Příznaky zahrnují horečku, kašel s vykašláváním a únavu. Často následuje virový zápal plic. Léčí se antibiotiky.
Specifickými typy bronchopneumonie jsou:
- hypostatická bronchopneumonie – příčinou jsou mikroby s nízkou virulencí a vyskytuje se především u dlouhodobě ležících pacientů.
- pooperační bronchopneumonie
- aspirační bronchopneumonie – příčinou je vdechnutí potravy a mikrobů nebo zvratků do plic.